# کنی درو
کنی درو (انگلیسی: Kenny Drew؛ ۲۸ اوت ۱۹۲۸ – ۴ اوت ۱۹۹۳) نوازنده پیانو، و آهنگساز سبک جاز اهل ایالات متحده آمریکا بود.